# ГЕС Skjerka
ГЕС Skjerka — гідроелектростанція в південній частині Норвегії, за шість десятків кілометрів на північний захід від Крістіансанна. Знаходячись перед ГЕС Håverstad (48 МВт), входить до складу каскаду на річці Mandalsani (Mandalselva), котра тече у південному напрямку між долинами Квіни та Отри (на заході та сході відповідно) до впадіння у Північне море в місті Мандал.

## Дериваційна система
У своїй верхній течії Mandalsani, допоки не досягне озера-сховища Оре, носить назву Monn. На Monn знаходиться водосховище Langevatn з припустимим коливанням рівня поверхні між позначками 668 та 684 метри НРМ, що забезпечує корисний об'єм у 22 млн м3. Від цього резервуару по правобережжю Monn прямує дериваційний тунель довжиною 13 км, який отримує поповнення з чотирьох водозаборів на її правих притоках, котрі впадають на ділянці озера Ljoslandsvatnet — Ljosani, Farani, Gryta та Stigebottsåni. При цьому через Ljosani дренується ще одне суттєве сховище системи Kvaernevatn, яке має коливання рівня поверхні між позначками 745 та 771 метр НРМ, чому відповідає корисний об'єм у 38 млн м3. А у верхній течії Gryta знаходиться резервуар Storevatn з рівнем поверхні в діапазоні від 854 та 860 метрів НРМ та корисним об'ємом 11 млн м3.
Тунель завершується у водосховищі Navatn, спорудженому на початку 1940-х за допомогою п'яти гребель. Останні знадобились для перетворення на штучний резервуар частини долини річки Skjerka, правої притоки Mandalsani. Протягом 15 км ця долина тягнеться в меридіональному напрямку паралельно до Monn/Mandalsani, в кількох кілометрах далі на захід. У її південному завершенні, там де Skjerka повертає на схід, щоб досягнути озера Оре, звели чотири із зазначених вище споруд, тоді як п'ята знадобилась у північній частині долини для закриття сідловини між озером Åstlolnetnet та струмком Byånæ (права притока Monn).
Найбільша серед чотирьох південних гребель Navatn I загатила русло Skjerka. Її, які і Navatn IІІ, виконали у вигляді бетонних багатоаркових споруд. Перша має висоту 28 метрів, довжину 200 метрів та вміщує дев'ять арок. Navatn IІІ при висоті 18 метрів та довжині 190 метрів складається з восьми арок. Що стосується Navatn ІІ та Navatn IV з максимальною висотою 12 метрів, то їх виконали як platedam (поширений в Норвегії тип греблі, котрий становить розвиток контрфорсної конструкції, в якій контрфорси накриті похилою залізобетонною плитою, а утворений таким чином внутрішній простір може бути заповнений баластним матеріалом).
Вихід з Åstlolnetnet первісно перекрили stålbukkedam — металевим варіантом дерев'яної trebukkedam. Така споруда має похилену в бік нижнього б'єфу площину, підтримувану поставленими під кутом численними розпорками. В 1997 році, під час масштабної модернізації ГЕС, цю греблю замінили на бетонну гравітаційну висотою десять метрів.
Завдяки створеному описаними вище спорудами підпору долина Skjerka (точніше, її меридіонально витягнута частина) виявилась затопленою та перетвореною на сховище Navatn. Цей найбільший резервуар в дериваційній схемі станції Skjerka має припустиме коливання рівня поверхні від 591 до 628 метрів НРМ, що забезпечує корисний об'єм у 124 млн м3.
Нарешті, на захід від Navatn (неподалік греблі Åstlolnetnet) знаходиться водосховище Stegilvatn з коливання рівня між позначками 754 і 762 метри НРМ та корисним об'ємом 11 млн м3. Ця водойма, яку утримують аж шість невеликих дамб, природним шляхом скидає накопичений ресурс через Uvdalsåni, ліву притоку Skjerka, котра має устя вище від Navatn.
На короткій ділянці Skjerka між її виходом з Navatn та завершенням в озері Оре знаходиться сховище Skjerkavatn, яке (до описаних далі подій кінця 2010-х) мало рівень поверхні від 591 до 605 метрів НРМ та корисний об'єм 20 млн м3. Для створення резервуару спорудили основну бетонну аркову греблю висотою 30 метрів та довжиною 251 метр і допоміжну споруду висотою 19 метрів та довжиною 101 метр. Через тунель довжиною 0,45 км, прокладений у Skjerkavatn із котловини Navatn, скидався накопичений в головному резервуарі ресурс, з подальшою подачею його до машинного залу.

## Модернізація у 2010-х
У 2010-х роках, враховуючи необхідність проведення робіт з підсилення наявних гребель, вирішили замість цього здійснити більш масштабну модернізацію водосховищ ГЕС Skjerka з об'єднанням Navatn і Skjerkavatn в один резервуар. Враховуючи, що рівень останнього на 23 метри нижче, на виході з нього спорудять нову кам'яно-накидну греблю з асфальтовим ядром висотою 50 метрів та довжиною 450 метрів. Крім того, для закриття сідловини в умовах підйому води зведуть греблю Heddersvika такого ж типу як і основна, з висотою 30 метрів та довжиною 600 метрів. Разом ці споруди потребуватимуть 1,2 млн м3 матеріалу.
В той же час, греблі Navatn І-ІV будуть повністю або частково зруйновані, що забезпечить краще сполучення між частинам нового єдиного сховища.
Проект, реалізація якого почалась у другій половині 2010-х, повинен збільшити річну виробітку на 43 млн кВт-год електроенергії. Крім того, можливе встановлення в машинному залі додаткового гідроагрегату.

## Стара та нова станції
В 1932 та 1933 роках у наземному машинному залі на березі озера Оре (південніше від устя Skjerka), встановили дві турбіни типу Пелтон потужністю по 9,3 МВт, які працювали при напорі 340 метрів. В 1936-му їх доповнили ще однією такою ж.
У 1944-му станцію значно підсилили за рахунок турбіни типу Френсіс потужністю 16,9 МВт. Наступного десятиліття, в 1954-му та 1959-му, додали ще два гідроагрегати з турбінами цього типу та потужністю 16,9 МВт і 19,9 МВт відповідно. Все це (разом із зазначеним вище розвитком водозбірної мережі) довело загальну потужність станції до 81 МВт при річному виробітку 492 млн кВт-год електроенергії.
Усі введені у 1930—1950-х роках турбіни постачались компанією Kvaerner. Гідрогенератори для перших чотирьох агрегатів надала шведська компанія NEBB, а для двох останніх — швейцарська Brown, Boveri & Cie (один з попередників ABB) і німецька Siemens.
У 1997-му стару станцію замінили новим об'єктом, машинний зал якого спорудили у підземному виконанні (доступ персоналу облаштували через тунель довжиною 0,7 км). Якщо раніше ресурс зі Skjerkavatn надходив по тунелю до верхнього балансувального резервуару, а потім прямував прокладеними по схилу гори двома напірними водоводами, то тепер останні вивели з експлуатації. Замість цього у скелі проклали підвідний напірний тунель довжиною 1,8 км.
Нова ГЕС отримала одну турбіну типу Френсіс з потужністю 103,2 МВт, яка працює при напорі у 346 метрів. Річний виробіток при цьому сягнув 708 млн кВт-год електроенергії.
Можливо також відзначити, що обладнання старої ГЕС зберегли на випадок використання при великому припливі повеневої води.
Відпрацьована вода по відвідному тунелю прямує до розташованого за кілька сотень метрів озера Оре.
Існує також окремий підземний зал для трансформаторного обладнання, де напруга піднімається до 110 кВ.